# Kanał Klucki

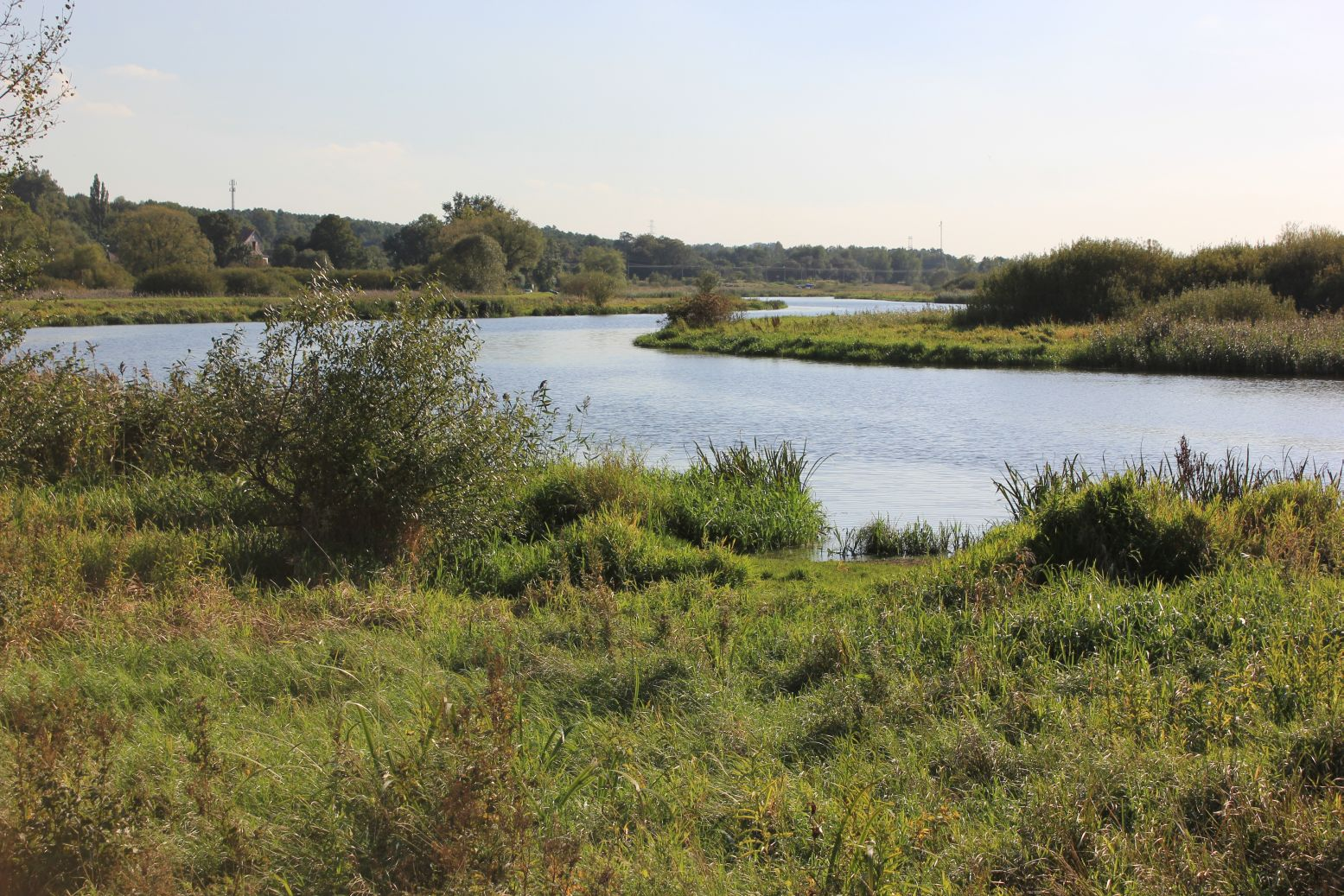
Kanał Klucki

Kanał Klucki (niem. Klützer Ding) –  prawa odnoga koryta Odry Wschodniej na Międzyodrzu na wysokości szczecińskiego osiedla Klucz. Opływa od wschodu wyspę Klucki Ostrów od Obnicy do Skośnicy. W środkowym biegu niewielka wyspa Zaklucki Ostrówek. Razem z wyspami objęty ochroną prawną jako Użytek ekologiczny "Klucki Ostrów".